# Pseudanarta singula
Pseudanarta singula är en fjärilsart som beskrevs av Augustus Radcliffe Grote 1880. Pseudanarta singula ingår i släktet Pseudanarta och familjen nattflyn. Inga underarter finns listade i Catalogue of Life.

## Bildgalleri

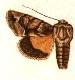